# Бейконтон (Джорджія)
Бейконтон (англ. Baconton) — місто (англ. city) в США, в окрузі Мітчелл штату Джорджія. Населення — 856 осіб (2020).

## Географія
Бейконтон розташований за координатами 31°22′49″ пн. ш. 84°9′33″ зх. д. / 31.38028° пн. ш. 84.15917° зх. д. (31.380379, -84.159185).  За даними Бюро перепису населення США в 2010 році місто мало площу 5,05 км², уся площа — суходіл.

## Демографія
Згідно з переписом 2010 року, у місті мешкало 915 осіб у 322 домогосподарствах у складі 248 родин. Густота населення становила 181 особа/км².  Було 358 помешкань (71/км²).
Расовий склад населення:
| - 58,4 % — чорних або афроамериканців - 38,3 % — білих - 0,7 % — азіатів - 0,2 % — корінних американців |

До двох чи більше рас належало 2,2 %. Частка іспаномовних становила 1,1 % від усіх жителів.
За віковим діапазоном населення розподілялося таким чином: 31,9 % — особи молодші 18 років, 57,7 % — особи у віці 18—64 років, 10,4 % — особи у віці 65 років та старші. Медіана віку мешканця становила 35,3 року. На 100 осіб жіночої статі у місті припадало 84,5 чоловіків;  на 100 жінок у віці від 18 років та старших — 76,5 чоловіків також старших 18 років.
Середній дохід на одне домашнє господарство  становив 36 115 доларів США (медіана — 24 531), а середній дохід на одну сім'ю — 41 735 доларів (медіана — 33 882). За межею бідності перебувало 40,2 % осіб, у тому числі 52,0 % дітей у віці до 18 років та 11,0 % осіб у віці 65 років та старших.
Цивільне працевлаштоване населення становило 210 осіб. Основні галузі зайнятості: виробництво — 17,6 %, роздрібна торгівля — 16,7 %, освіта, охорона здоров'я та соціальна допомога — 15,7 %.